# محسن مسن‌آبادی
محسن مسن‌آبادی ده علی (زاده ۱۳۶۷) ورزشکار قدرتی است که در رقابت‌های قوی‌ترین مردان ایران در سال ۱۳۹۹ به مقام قهرمانی رسید.